# Антревольт (биология)
В биологии антревольтами называют особенности устройства организма, которые не являются ценными для приспособленности сами по себе, а являются неизбежным результатом устройства других частей.
Например, подбородок у человека — это не какое-то специальное устройство, повышающее выживаемость, а просто неизбежный результат изменений черепа. Также и обострение обоняния у беременных — это лишь побочный результат полного обновления обонятельной системы, которое делается для надёжного узнавания запаха своего младенца.